# ヴィクトリア・ギブンズ
ヴィクトリア・ギブンズ（Victoria Givens、1970年1月14日 – ）は、アメリカ合衆国のポルノ女優、映画監督。

## 来歴
出生名ヴィクトリア・エレイン・スミス（Victoria Elaine Smith）としてノースカロライナ州モーガンタウンでイタリア系の家庭に生まれる。2001年に31歳でポルノ映画界にデビュー。
女優として90本以上のポルノ映画に出演、その中にはGirlfriends Studioの『Women Seeking Women』シリーズの数本が含まれている。『ATM Babes 1』、『ATM Babes 2』、『Chasing Reality Again』、『Date My Slut Mom 3』で監督と主演を務めた。

### アナルギャングバング
2004年10月23日、アナルセックスのギャングバング世界記録を樹立、わずか7時間で潤滑剤なしで101人連続で男性とアナルセックスを行なった。その結果としてブルック・アシュレイが1998年に『The World's Biggest Anal Gangbang』で打ち立てた50人という記録を更新した。リサ・スパークスとジュリー・ロビンスが勃たせ屋を務めた。

## 出演作の一部
- 2001: Pandora's Box
- 2002: Naughty Nights 4
- 2003: Hustler's Greatest Tits 2
- 2003: ATM Babes 1
- 2004: ATM Babes 2
- 2004: Ass Master
- 2004: Victoria Givens World Record Anal Gangbang
- 2005: Chasing Reality Again
- 2005: Date My Slut Mom 3
- 2005: Over 30 and Dirty
- 2005: Throat Sluts 5
- 2006: Dirty 30's 1
- 2006: Hot Squirts 2
- 2006: Squirt Hunter 4
- 2007: Buxom Babes
- 2007: Housewife Bangers: Victoria Givens
- 2007: MILF Seeker 12
- 2008: Lesbian Bridal Stories 2
- 2008: Women Seeking Women 41, 45
- 2009: Cock Craving Cougars
- 2009: Squirt Hunter: Victoria Givens - V2